# Selliguea rigida
Selliguea rigida är en stensöteväxtart som först beskrevs av William Jackson Hooker och som fick sitt nu gällande namn av Peter Hans Hovenkamp.
Selliguea rigida ingår i släktet Selliguea och familjen Polypodiaceae. Inga underarter finns listade i Catalogue of Life.